# 特羅斯強卡 (博爾茲納區)
51°19′44″N 32°40′48″E / 51.32889°N 32.68000°E
特羅斯強卡（烏克蘭語：Тростянка）是位於烏克蘭北部切爾尼希夫州裏尼任區的村莊，面積2平方公里，海拔高度133米，2006年人口622，人口密度每平方公里311人。